# Instytut Odlewnictwa
Sieć Badawcza Łukasiewicz – Instytut Odlewnictwa (do 1 kwietnia 2019 r. Instytut Odlewnictwa) – polski instytut badawczy z siedzibą w Krakowie istniejący od 1946 r., prowadzący działalność naukowo-badawczą oraz wdrożeniową na rzecz przemysłu odlewniczego w Polsce w zakresie nowych materiałów, technologii odlewniczych, aparatury kontrolno-pomiarowej, maszyn oraz urządzeń. Szczególna uwaga Instytutu zwrócona jest na ochronę środowiska naturalnego, zmniejszenie uciążliwości pracy w odlewnictwie oraz na maksymalną oszczędność materiałów i energii. Od dnia 1 kwietnia 2019 r. jest instytutem Sieci Badawczej Łukasiewicz.

## Dyrektorzy
- Kazimierz Gierdziejewski (1946−1953)
- Platon Januszewicz (1953−1964)
- Jur Piszak(inne języki) (1964−1975)
- Zbigniew Górny (1975−1996)
- Jerzy Tybulczuk (1996−2007)
- Jerzy J. Sobczak (2007–2017)[1]
- Józef Turzyński (p.o. Dyrektora) (2017–2018)
- Tomasz Dudziak(inne języki) (od 2018)[2]

## Przewodniczący Rady Naukowej
- Ignacy Borejdo (1949–1950)
- Mikołaj Czyżewski (1951–1954)
- Czesław Kalata (1955–1964)
- Stanisław Pelczarski (1965–1976)
- Wacław Sakwa(inne języki) (1977–1990)
- Zbigniew Lech (1991–1995)
- Andrzej Białobrzeski (1995–2004)
- Jerzy J. Sobczak (2004–2007)
- Józef Szczepan Suchy (2007–2008)
- Marek Hetmańczyk (2008–2017)

## Struktura
Instytut Odlewnictwa dzieli się na siedem głównych działów merytorycznych: Centrum Badań Wysokotemperaturowych, Centrum Projektowania i Prototypowania, Centrum Badań Korozyjnych, Zakład Stopów Metali Nieżelaznych, Zakład Stopów Żelaza, Zakład Technologii oraz akredytowany Zespół Laboratoriów Badawczych, w skład którego wchodzą Laboratorium Chemii i Ochrony Środowiska, Laboratorium Badań Struktury i Właściwości, Laboratorium Badań Nieniszczących.